# André Grétry
Œuvres principales
- Zémire et Azor (1771)
- Céphale et Procris (1773)
- L'Amant jaloux (1778)
- Andromaque (1780)
- Richard Cœur-de-Lion (1784)

André-Ernest-Modeste Grétry est un compositeur wallon, liégeois, puis français, né à Liège le 11 février 1741,, et mort à Montmorency le 24 septembre 1813,.
Il est surtout connu pour ses opéras-comiques.

## Biographie
André Grétry naît d'un père violoniste, Jean-Joseph (ou François) Grétry, et de Marie-Jeanne Desfossés. Le couple a déjà un fils, Jean-Joseph. André manifeste au départ peu de dons pour la musique. Sa vocation naît à l'écoute des opéras-bouffes italiens. Après des études de chant, de basse continue et de composition, il obtient une bourse pour étudier à Rome à la fondation Lambert-Darchis (avril 1761 - février 1766).
Sa connaissance du chant, de la musique italienne et son inventivité mélodique le poussent à écrire des opéras. Son premier opéra-comique, Isabelle et Gertrude, est créé en 1766 à Genève. le jeune musicien (il a 25 ans) y rencontre Voltaire (74 ans) qui devient son ami. Une plaque commémorative figure sur la maison de la Grand-Rue où il séjourna.
Il épouse en 1771 Jeanne-Marie Grandon, fille du peintre lyonnais Charles Grandon et peintre elle-même. Ils auront trois filles : Jenny, Antoinette qui a pour marraine la reine, et Lucile qui sera, ainsi que Caroline Wuiet, l’une des élèves d'André Grétry, et compositrice elle aussi (elle compose l'opéra La Mariage d'Antonio en 1786, à l'âge de 14 ans).
À la suite du succès qu'obtient son Huron à Paris en 1768, il compose une quinzaine d'opéras et plus de quarante opéras-comiques jusqu'en 1803. Durant la seconde moitié du XVIIIe siècle, il est le maître du genre en France. Après avoir été directeur de la musique de Marie-Antoinette, il devient, après la Révolution, protégé de Napoléon, qui le fait chevalier de la Légion d'honneur le 18 décembre 1803. Un air tiré de la Caravane du Caire composé par Grétry deviendra, après avoir été adapté par David Buhl, un des chants militaires les plus populaires au sein de la Grande Armée durant les champs de bataille, notamment lors de l'entrée de la Grande Armée à Moscou, le 14 septembre 1812 : La Victoire est à nous. Il est avec François-Joseph Gossec, Étienne Nicolas Méhul, Jean-François Lesueur et Luigi Cherubini l'un des inspecteurs de l'enseignement et des exécutions publiques du Conservatoire de musique. Couvert de gloire, il est nommé à l'Académie en 1795 et se retire dans l'ancienne propriété de Jean-Jacques Rousseau, à Montmorency.
Au cours de sa vie, une statue commémorative a été faite de lui par Jean-Baptiste Stouf. Elle a été commandée en 1804 par Hippolyte, comte de Livry, et placée à l'Opéra Comique en 1809. Elle se trouve aujourd'hui au Metropolitan Museum of Art de New York,.
Suivant ses volontés, il est enterré au cimetière du Père-Lachaise (11e division) mais son cœur, rapatrié dans sa ville natale en 1842, est déposé dans une urne qui est toujours visible dans une niche du socle de sa statue en bronze, devant l'Opéra royal de Wallonie.
Grimm, dans sa Correspondance littéraire, philosophique et critique, dit de lui : « M. Grétry est de Liège; il est jeune, il a l'air pâle, blême, souffrant, tourmenté, tous les symptômes d'un homme de génie. Qu'il tâche de vivre s'il est possible ! »
Fin 2011, le manuscrit de L’Officier de fortune, datant de 1790, est exhumé par le conservateur du musée Grétry. Bien que l’existence de l'œuvre fût connue, il ne subsistait, avant cette découverte, aucune trace du texte original.

## Œuvre

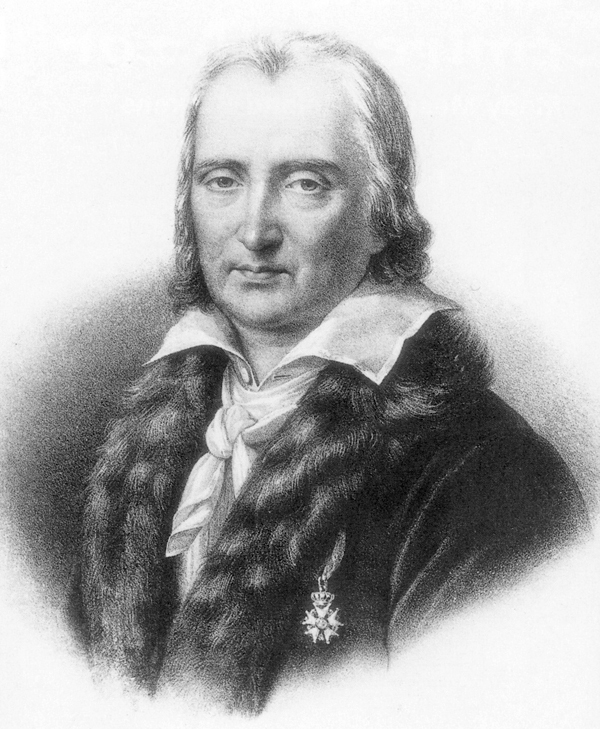
André Grétry portant sa Légion d'honneur.

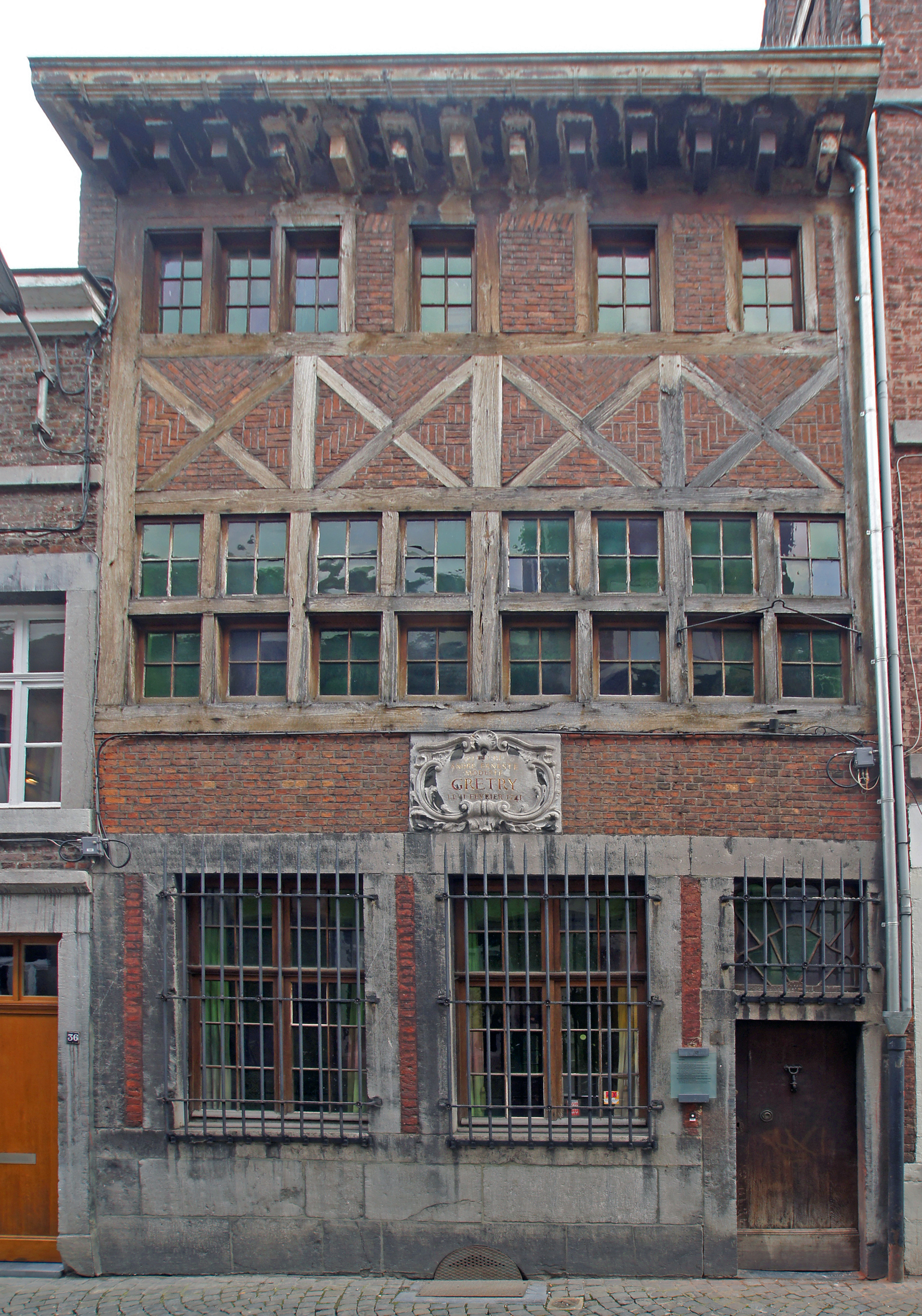
Maison natale (actuellement musée Grétry) rue des Récollets à Liège.

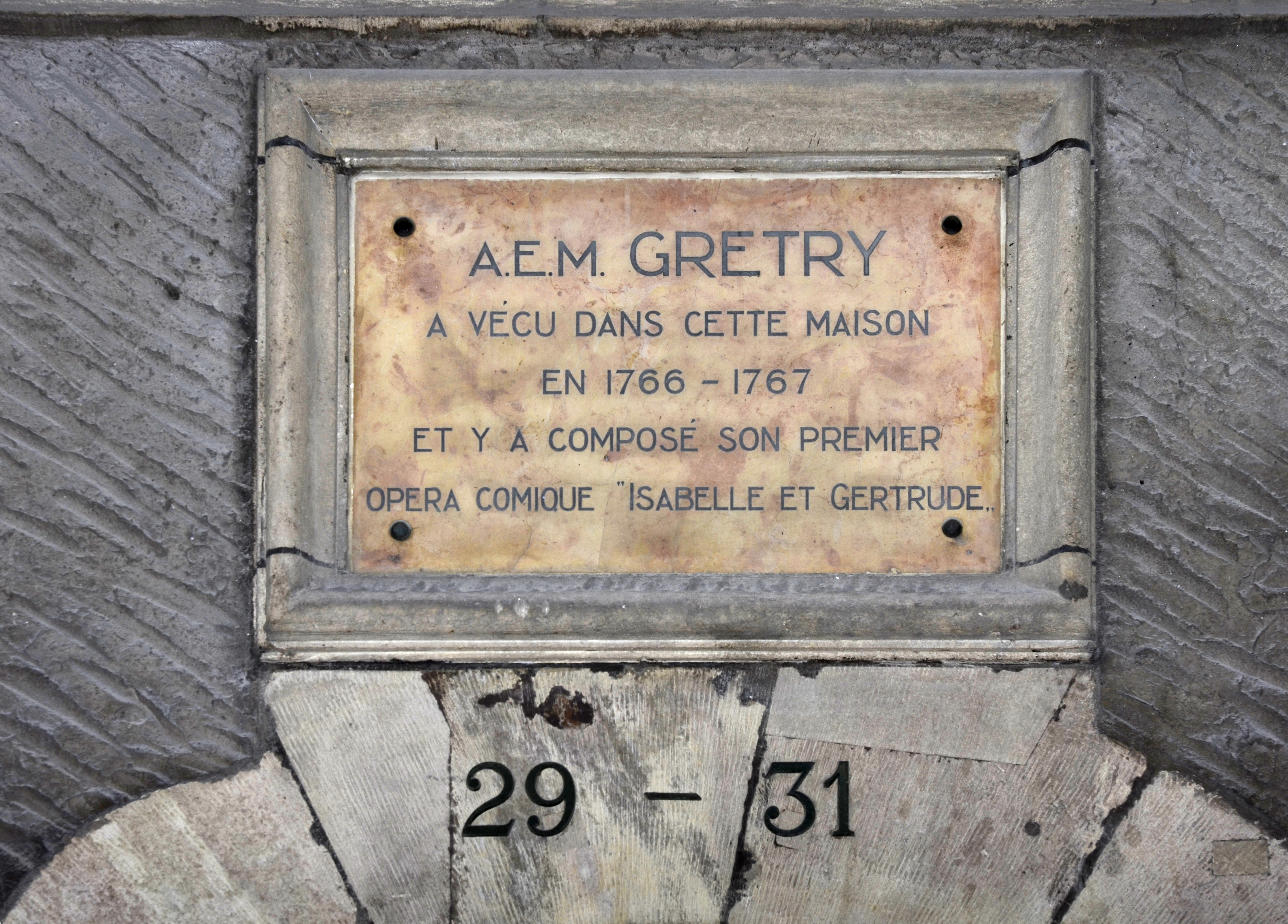
Maison de Genève où séjourna André Grétry pour composer Isabelle et Gertrude (1766).

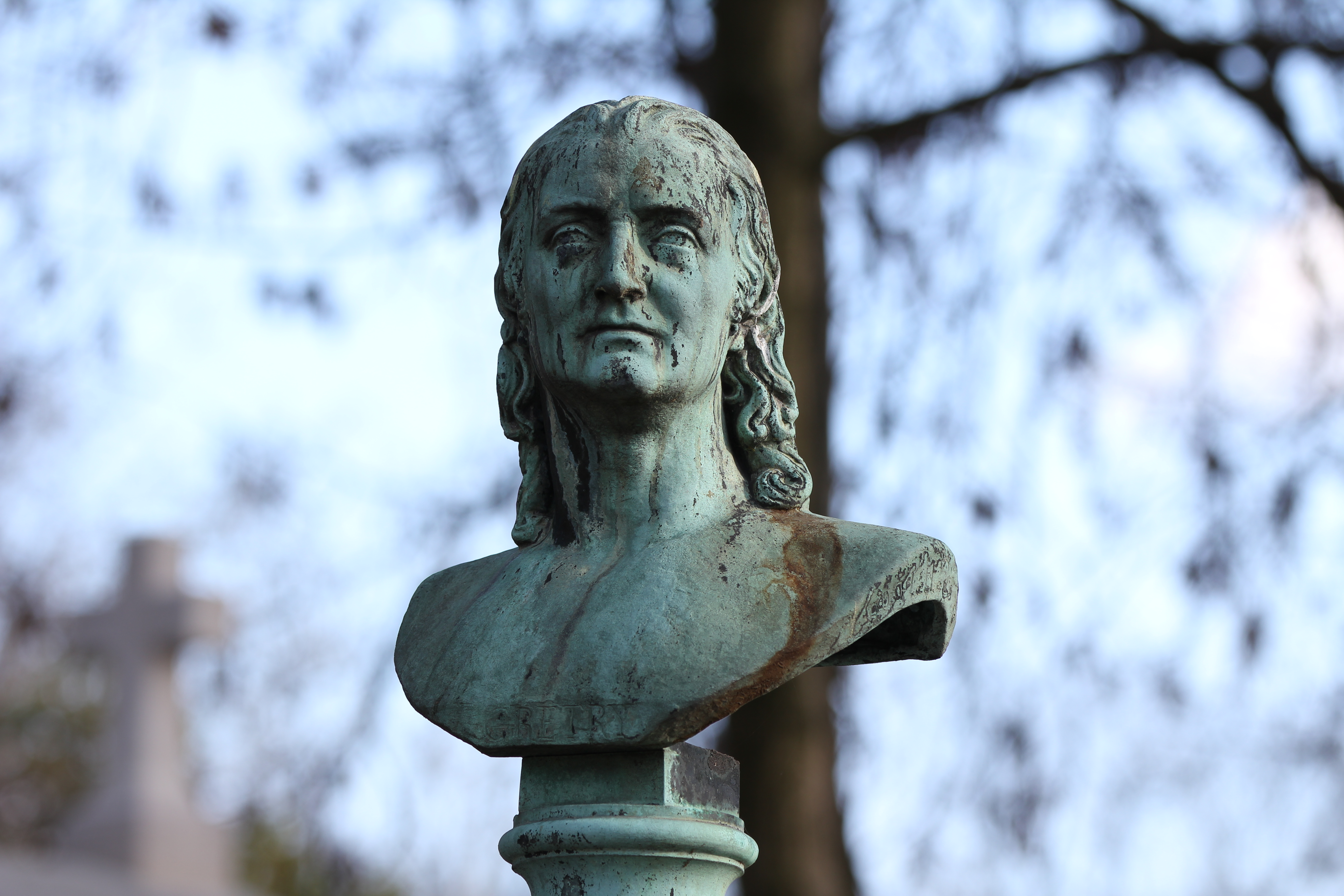
Tombe au cimetière du Père-Lachaise (division 11).

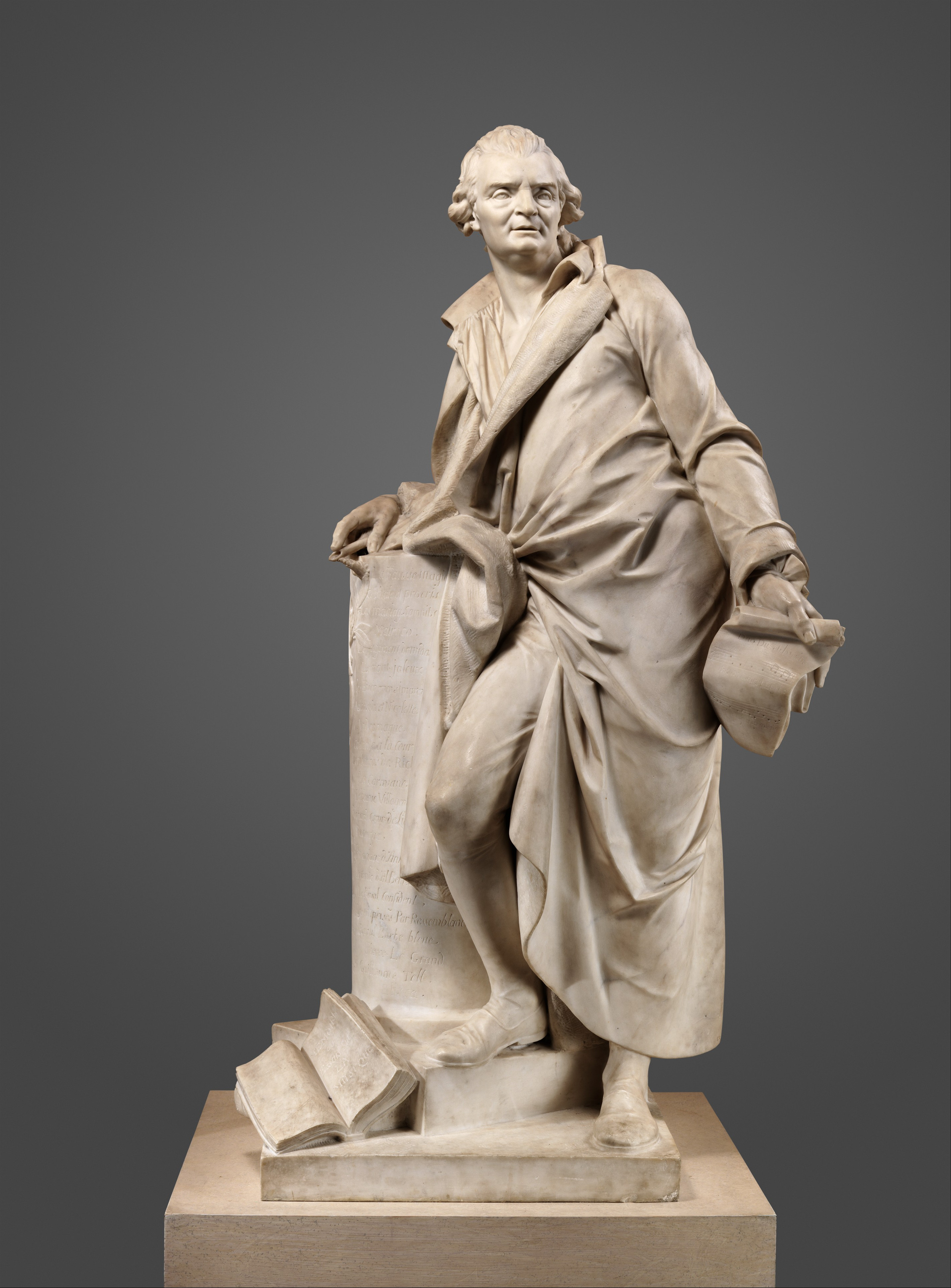
Sculpture d'André Grétry par Jean-Baptiste Stouf (1804–1808), marbre, New York, Metropolitan Museum of Art.

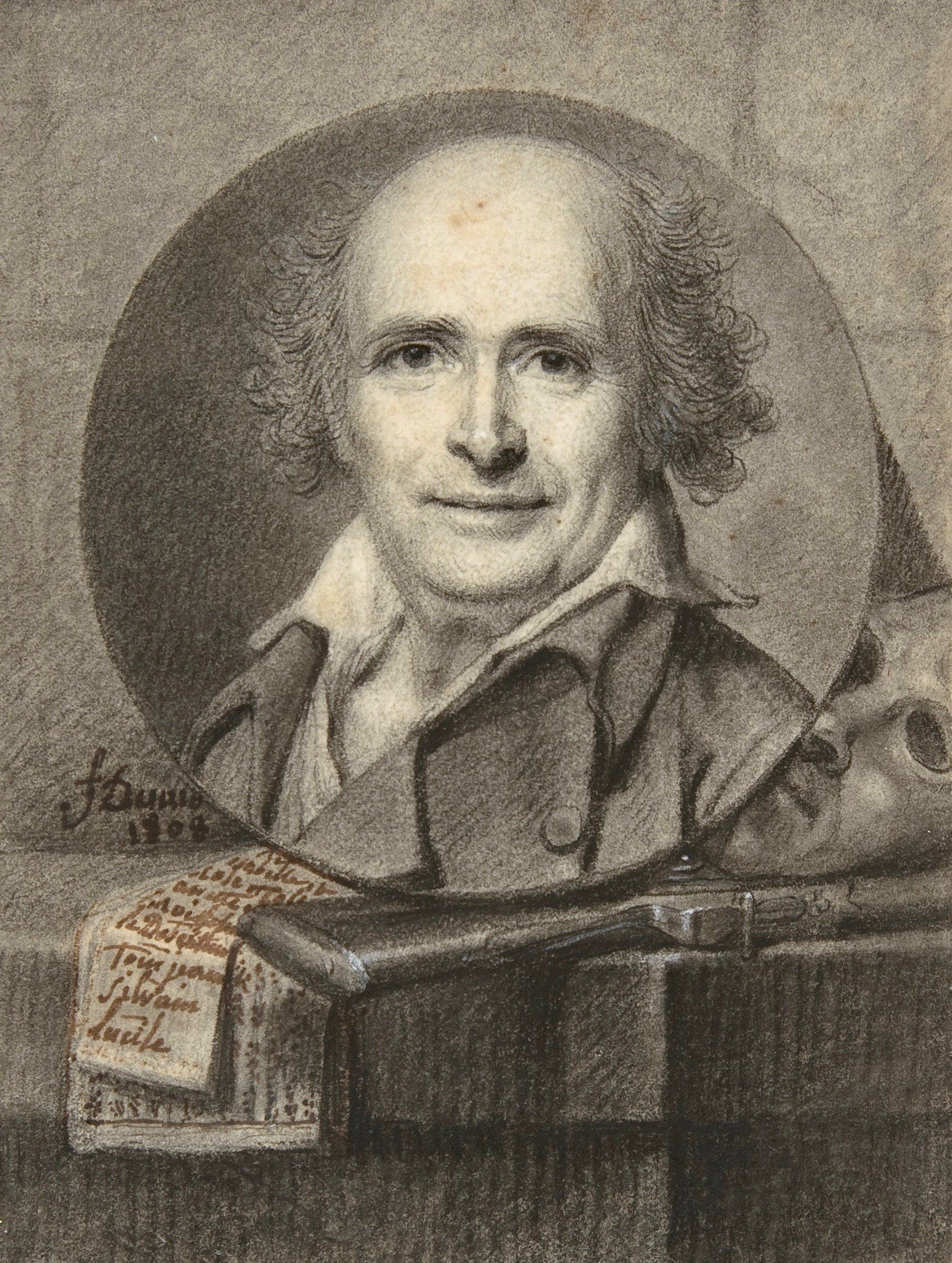
Portrait d'André Grétry par François Dumont (1808), New York, Metropolitan Museum of Art.

### Opéras
- 1765 : La Vendemmiatrice
- 1766 : Isabelle et Gertrude, ou les Sylphes supposés
- 1768 :
  - Les Mariages samnites
  - Le Connaisseur
  -  Le Huron
- 1769 :
  - Lucile Le quatuor vocal « Où peut-on être mieux qu’au sein de sa famille ? » apporta la gloire au compositeur. La mélodie sera reprise plus tard par Henri Vieuxtemps dans l'adagio de son Cinquième concerto pour violon. Quelques mesures de cette œuvre ont longtemps servi d'indicatif de début et de fin des émissions radio de la radio publique belge (RTBF).
  - Le Tableau parlant
  - Momus sur la terre
- 1770 :
  - Silvain
  - Les Deux Avares
  - L'Amitié à l'épreuve
- 1771 :
  - L'Ami de la maison
  - Zémire et Azor
- 1773 :
  - Le Magnifique, sur un livret de Sedaine d'après le conte de Jean de La Fontaine
  - La Rosière de Salency
  - Céphale et Procris, ou l'Amour conjugal[15]
- 1775 :
  - La Fausse Magie
- 1776 :
  - Les Mariages samnites [rev]
  - Pygmalion
- 1777 :
  - Amour pour amour
  - Matroco
- 1778 :
  - Le Jugement de Midas
  - Les Trois Âges de l'opéra
  - L'Amant jaloux ou les Fausses Apparences
  - Les Statues
- 1779 :
  - Les Événements imprévus
  - Aucassin et Nicolette ou les Mœurs du bon vieux temps,  comédie en trois actes, représentée pour la première fois à Versailles le 30 décembre 1779 [lire en ligne]
- 1780 :
  - Andromaque
- 1781 :
  - Émilie ou la Belle Esclave
- 1782 :
  - Colinette à la cour ou la Double Épreuve
  - L'Embarras des richesses
  - Électre
  - Les Colonnes d'Alcide
- 1783 :
  - Thalie au nouveau théâtre
  - La Caravane du Caire
- 1784 :
  - Théodore et Paulin
  - Richard Cœur de Lion. L'air Ô Richard, Ô Mon Roy deviendra l'hymne royaliste pendant la Révolution, entonné par les Gardes du Corps et le régiment de Flandre devant la famille royale, à l'Opéra de Versailles, cause directe de la marche des Parisiennes sur le palais de Versailles. C'est cet air que choisit Vautrin pour prévenir Eugène de Rastignac qu'il veille sur lui dans Le Père Goriot d'Honoré de Balzac. L'air Je sens mon cœur qui bat qui bat / Je ne sais pas pourquoi est repris dans La Dame de pique de Tchaïkovski, par le personnage de la Comtesse, qui évoque ainsi sa jeunesse enfuie…
  - L'Épreuve villageoise
- 1785 :
  - Panurge dans l'île des lanternes
  - Œdipe à Colonne
- 1786 :
  - Amphitryon
  - Le Mariage d'Antonio
  - Les Méprises par ressemblance, en collaboration avec sa fille Lucile Grétry
  - Le Comte d'Albert
- 1787 :
  - Toinette et Louis, en collaboration avec sa fille Lucile Grétry
  - Le Prisonnier anglais
- 1788 :
  - Le Rival confident
- 1789 :
  - Raoul Barbe-Bleue
  - Aspasie
- 1790 :
  - Pierre le Grand (opéra-comique) (en)
  - Roger et Olivier
- 1791 :
  - Guillaume Tell
- 1792 :
  - L’Officier de fortune
  - Cécile et Ermancé, ou les Deux Couvents
  - Basile ou À trompeur, trompeur et demi
  - Séraphine, ou Absente et présente
- 1794 :
  - Le Congrès des rois, avec onze autres compositeurs (Henri-Montan Berton, Frédéric Blasius, Luigi Cherubini, Nicolas Dalayrac Prosper-Didier Deshayes, François Devienne, Louis Emmanuel Jadin, Rodolphe Kreutzer, Étienne Nicolas Méhul, Jean-Pierre Solié et Trial fils).
  - Joseph Barra
  - Denys le tyran, maître d'école à Corinthe
  - La Fête de la raison
  - Callias, ou Nature et Patrie
  - Diogène et Alexandre
- 1797 :
  - Lisbeth
  - Anacréon chez Polycrate
  - Le Barbier du village ou le Revenant
- 1799 :
  - Elisca ou l'Amour maternel
- 1801 :
  - Le Casque et les Colombes
  - Zelmar ou l'Asile
- 1803 :
  - Le Ménage
  - Les Filles pourvues

### Autres œuvres
Œuvres instrumentales
- ballets
- prologues
- Six quatuors à cordes, op.3

Œuvres vocales
- chants révolutionnaires
- romances
- Ariettes de la comédie de M.D'Hele 1778

Œuvres sacrées
- De Profundis (Requiem)
- Motet « Confitebor »

### Écrits
- Mémoires, ou Essais sur la musique (1797)
- De la vérité. Ce que nous fûmes, ce que nous sommes, ce que nous devrions être, Paris, André-Ernest-Modeste Grétry (imprimé chez Charles Pougens), 1801, 3 vol., 21 cm (OCLC 23399671).
- Réflexions d'un solitaire (posth.)

## Hommages
Belgique

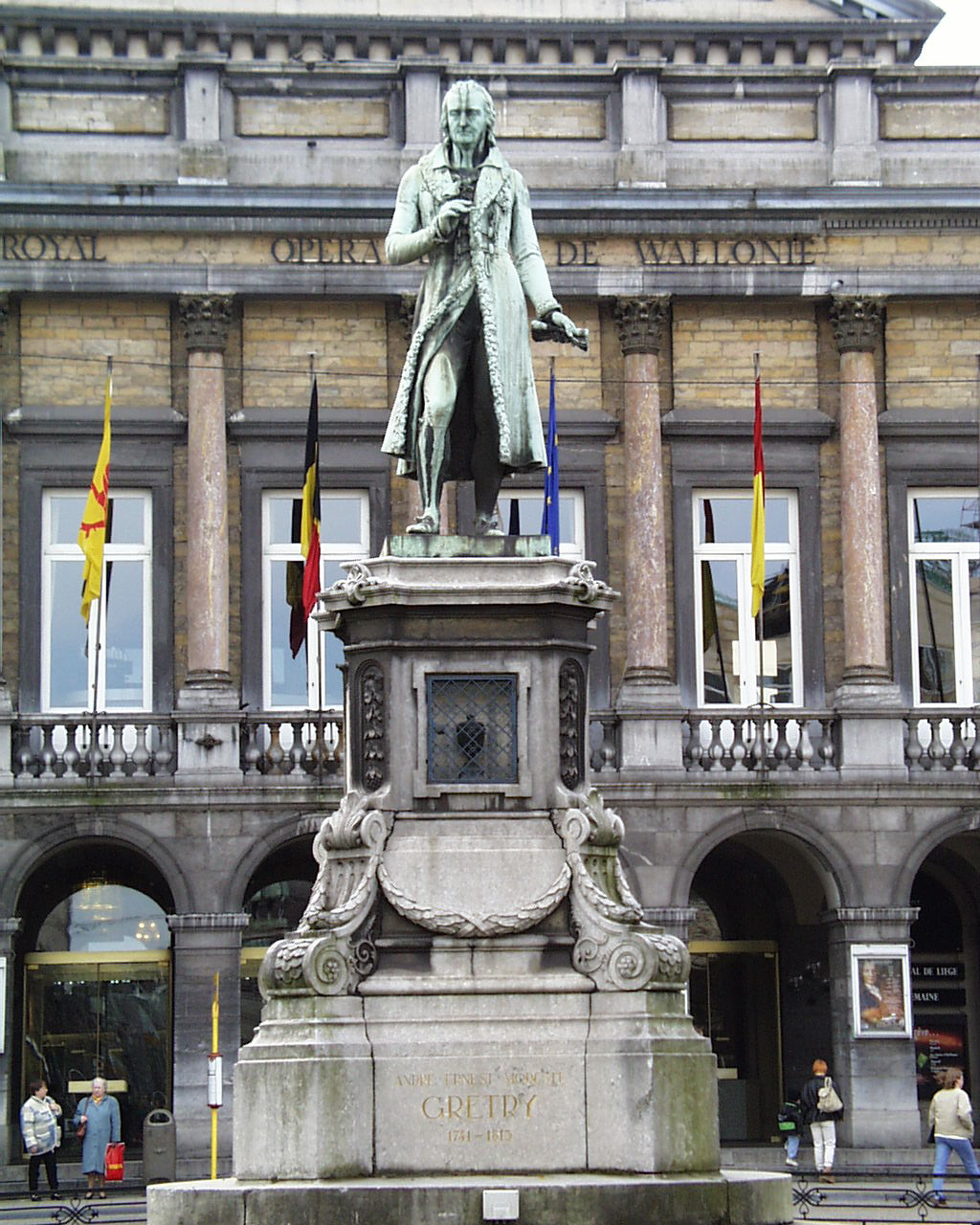
Statue de Grétry, par Guillaume Geefs, à Liège.

- entre 1980 et 1996, le recto du billet de 1 000 BEF affichait son effigie[17].
- à Liège :
  - la rue Grétry, artère principale du quartier du Longdoz ;
  - le musée Grétry qui est la maison natale du compositeur ;
  - l'académie de musique Grétry, boulevard de la Constitution ;
  - la salle de réunions « Salon Gretry », dans le bâtiment du palais des congrès de Liège ;
  - la salle de réunions « Gretry », dans le bâtiment administratif de CMI DEFENCE (Cockerill Maintenance & Ingénierie) ;
  - Œuvres d'art :
    - la statue de Grétry placée en face de l'Opéra royal de Wallonie, place de l'Opéra ;
    - peinture de Jean-Baptiste Isabey au musée Grétry ;
    - buste dû à Henri-Joseph Rutxhiel sur la façade du Conservatoire royal ;
- à Ougrée : Voisinage Modeste Grétry ;
- à Bruxelles : la rue Grétry dans l'Îlot Sacré ;
- opéra-comique en un acte de Godefroid Camauër (paroles de Cl. Michaëls), Grétry à Versailles, version pour quatuor à cordes représentée à Huy en 1856, puis version orchestrée représentée à Liège en 1857 sous le titre Grétry à Fontainebleau[18]

France
- à Paris :
  - la rue Grétry dans le 2e arrondissement de Paris ;
  - foyer de l'Opéra de Paris, buste en marbre blanc dû à Jean-Antoine Houdon détruit lors de l'incendie du bâtiment le 28 octobre 1873[19] ;
  - théâtre national de l'Opéra-Comique :
    - salle d'assemblée, peinture en pied de Robert Lefèvre ;
    - foyer, buste en marbre blanc d'Henri-Édouard Lombard ;

  - cimetière du Père-Lachaise, sa tombe dans la division 11 ;
- au château de Versailles, portrait par Élisabeth Vigée Le Brun ;
- à Montmorency : buste et rue Grétry ;
- à Nantes : la rue Grétry.
- à Perpignan : place André-Grétry
- à Maisons-Laffitte : avenue Grétry (dans le parc).

Astronomie
Est nommé en son honneur (3280) Grétry, un astéroïde de la ceinture principale découvert en 1933.

## Cinéma
- André-Modeste Grétry (1956), 26 minutes, documentaire sur la vie du compositeur, réalisé par Lucien Deroisy. Prix du documentaire de court métrage au Festival de Cannes en 1956.

### Discographie
Intégrales
- L'Amant jaloux, Mady Mesplé, chœurs et orchestre de la Radio-télévision belge, Edgar Doneux (dir.) – EMI, 1977
- L’Amant jaloux, Magali Léger, Claire Debono, Frédéric Antoun, Le Cercle de l'Harmonie, Jérémie Rhorer (dir.) – 2009 (DVD)
- Andromaque, Karine Deshayes, Wesseling, Le Concert Spirituel, Hervé Niquet (dir.) – Glossa, 2009
- La Caravane du Caire, Ricercar Academy de Namur, Marc Minkowski (dir.), 1991 suivi de Le Jugement de Midas (extraits), La Petite bande, Gustav Leonhardt (dir.), 1981 – Ricercar
- La Caravane du Caire, Katia Velletaz, Chantal Santon, Jennifer Borghi, Cyrille Dubois, Reinoud Van Mechelen, Julien Véronèse, Alain Buet, Tassis Christoyannis, Les Agrémens, Chœur de Chambre de Namur, Guy Van Waas (dir.) – Ricercar, 2014
- Céphale et Procris, Pierre-Yves Pruvot, Katia Velletaz, Bénédicte Tauran, Les Agrémens, Chœur de chambre de Namur, Guy Van Waas (dir.) – Ricercar, 2010
- L'Épreuve villageoise, Sophie Junker, Talise Trevigne, Francisco Hernandez-Rueda, Thomas Dolié, Opéra Lafayette, Ryan Brown (dir.) - Naxos, 2016
- Guillaume Tell, Laho, Gillet, Lhote…, Opéra Royal de Wallonie, Claudio Scimone (dir.) – Musique en Wallonie, 2014
- Le Magnifique, Opéra Lafayette Orchestra, Ryan Brown (dir.) - Naxos 8.660305, 2012 (NB : ni le disque ni le livret téléchargeable ne contiennent les scènes parlées)
- Richard Cœur-de-Lion, Mady Mesplé, chœurs et orchestre de la Radio-télévision belge, Edgar Doneux (dir.) – EMI, 1977. Complément : J.-J. Rousseau, Le Devin de village
- Zémire et Azor, Mady Mesplé, chœurs et orchestre de la Radio-télévision belge, Edgar Doneux (dir.) – EMI, 1974. Compléments : Danses villageoises et suite de ballet de Céphale et Procris
- Raoul et Barbe-Bleue, Chantal Santon-Jeffery, François Rougier, Matthieu Lécroart, Manuel Nunez-Camelino,, Martin Wahlberg (dir) - apartemusic, 2019

Extraits
- Motet « Confitebor », Kareen Durand, Cyril Auvity, James Oxley, Alain Buet, Les Agrémens, Chœur de Chambre de Namur, Jean-Claude Malgoire (dir.) – K217, 2005. Compléments : motets de Giroust et Gossec
- 6 Quatuors à cordes op.3, Quatuor Via Nova – Pierre Verany, 1999.
- Airs et ballets extraits de Céphale et Procris, Les Deux Avares, Anacréon, La Caravane du Caire, Sophie Karthäuser (soprano), Les Agrémens, Guy Van Waas (dir.) – Ricercar, 2003
- Airs extraits de La Fausse Magie, Anacréon chez Polycrate, Richard Coeur-de-Lion, Céphale et Procris, Christiane Eda-Pierre, The Academy of Saint Martin in the Fields, Sir Neville Marriner (dir.) - Album 2 CD DECCA (enregistrements années 1970, parution CD 2013). Compléments : Airs de Philidor, Mozart, Rameau, Berlioz, Stravinsky, Honegger
- Suites et ouvertures de Lucile, Le Huron, Guillaume Tell, Sylvain, Le Tableau parlant, orchestre de Bretagne, Stefan Sanderling (dir.) – ASV, 2000
- Le Magnifique (ouverture), Orchestre radio-symphonique de Munich, Kurt Redel (dir.) – Pierre Verany, 1986. Compléments : œuvres d'A. Adam, D.-F.-E. Auber, F.-A. Boieldieu, L. Cherubini, F. Hérold, N. Méhul
- « Malgré la fortune cruelle », extrait de La Caravane du Caire, Isabelle Poulenard (soprano), Lombard (ténor), Paulet (violon), Chatron (harpe) – Naïve, 2008. Compléments : Petrini, Glück, Krumpholtz, etc.